# Prix Sésame
Le Prix Sésame est un prix français de littérature jeunesse contemporaine décerné par des lecteurs de quatrième.

## Historique
Le prix a été lancé en 1998 par l’association du Sou des Écoles Laïques.
Pour la 30e édition, l'invité d'honneur est Claude Ponti.
La thématique de la 32e édition est « Hors-piste ».

## Organisation
Un comité composé de documentalistes, professeurs et organisateurs de la Fête du Livre sélectionne six romans parus dans l’année. Les livres sont lus dans les classes tout au long du premier trimestre. Un représentant par classe siège au jury qui se réunit publiquement en janvier pour décerner le prix au cours d'un long et passionné débat entre pairs. Le prix, doté à ce jour d'une enveloppe de 1000 euros pour le lauréat, est remis officiellement pendant la Fête du livre de jeunesse qui a lieu généralement fin janvier à Saint-Paul-Trois-Châteaux.
Les participants, des classes de quatrième de la région de la Drôme et alentour lisent des livres sélectionnés de leur niveau et votent pour leur titre préféré. Ils rencontrent également les auteurs sélectionnés, chaque année.
Pour cela, l’association du Sou Laïque, s'appuie sur des enseignants, des bibliothécaire,  et des libraires, qui présentent les œuvres littéraires contemporaines comme des outils ludiques et pédagogiques.

## Lauréats
- 2023 : Le talent d'Achille de Pascal Ruter (Didier Jeunesse)
- 2022 : Frère! de Jean Tévélis (Magnard Jeunesse)
- 2021 : Les mots d'Hélio de Nancy Guilbert et Yaël Hassan (Magnard Jeunesse)
- 2020 : Celle qui marche la nuit de Delphine Bertholon (Albin Michel)
- 2019 : Dans la forêt de Hokkaido Eric Pessan (L'école des loisirs)
- 2018 : New Earth Project de David Moitet (Didier Jeunesse)
- 2017 : Quelqu'un qu'on aime de Séverine Vidal (Sarbacane)
- 2016 : Tous les héros s'appellent Phénix de Nastasia Rugani (L'école des Loisirs)
- 2015 : Pixel Noir de Jeanne-A Debats  (Syros)
- 2014 : Bacha Posh de Charlotte Erlih (Actes Sud)
- 2013 : Premier chagrin de Eva Kavian
- 2012 : La ballade de Sean Hopper de Martine Pouchain
- 2011 : L’attrape Rêve Xavier-Laurent PETIT
- 2010 : Le temps des miracles de Anne-Laure Bondoux  (Bayard)
- 2009 : Be safe de Xavier-Laurent Petit  (L'école des Loisirs)
- 2008 : Le combat d'hiver de Jean-Claude Mourlevat  (Gallimard)
- 2007 : Une sonate pour Rudy de Claire Gratias  (Syros)
- 2006 : Une bouteille dans la mer de Gaza de Valérie Zenatti (L'École des loisirs)
- 2005 : E-den de Mikaël Ollivier et Raymond Clarinard   (Éditions Thierry Magnier)
- 2004 : On ne meurt pas, on est tué de Patrice Favaro  (Denoël)
- 2003 : Les Rois de l’horizon de Janine Teisson (Éditions Syros)
- 2002 : On ne meurt pas, on est tué de Patrice Favaro
- 2001 : Oh boy ! de Marie-Aude Murail (L'École des loisirs)
- 2000 : Le Ring de la mort de Jean-Jacques Greif (L'École des loisirs)
- 1999 : No pasarán, le jeu de Christian Lehmann (L'École des loisirs)
- 1998 : L’Heureux Gagnant de Hubert Ben Kemoun  (Castor Poche Flammarion)